# Lostorage incited WIXOSS
Lostorage incited Wixoss (ロストレージインサイテッドウィクロス) es un anime japonés producido por J.C.Staff estrenado en Japón el 8 de octubre de 2016. Al igual que Selector Infected WIXOSA y Selector Spread WIXOSS, este anime se basa en el popular juego de cartas WIXOSS. Aunque comparte mundo y algunos personajes con los animes anteriormente citados, no se consideraría una secuela, sino que se trata de una nueva historia original. La franquicia de WIXOSS ha anunciado un nuevo anime, Lostorage Conflated WIXOSS, el cual estrenó una OVA el 14 de diciembre de 2017 y una temporada de 12 episodios en abril de 2018.

## Argumento
WIXOSS es un popular juego de cartas para todas las edades y géneros. Lo que no todo el mundo sabe es que existen jugadores especiales llamados Selectors que se apuestan sus recuerdos para conseguir la capacidad de manipular su memoria. Cada Selector tiene cinco monedas con las que jugar durante 90 días. Si el jugador pierde todas las monedas es «borrado» y solo si al final del plazo continua teniendo las cinco logrará su propósito.
Suzuko Homura y Chinatsu Morikawa eran mejores amigas hasta que esta primera se tuvo que mudar. Varios años después regresa a la ciudad y se ve inmersa accidentalmente en el mundo de las Selectors. Paralelamente, Chinatsu comenzará a jugar en un intento desesperado por olvidar a su vieja amiga, sin ser consciente de que será este juego el que propicie su reencuentro.

## Juego

### Cartas
WIXOSS es una juego de batalla con cartas. Para comenzar, el jugador debe comprar un mazo de cartas, que puede ser de cinco colores: azul, rojo, verde, negro o blanco. Todas las cartas deben de ser del mismo color y el jugador podrá ir comprando más cartas para completar su mazo. Dentro de cada mazo hay una carta especial, la LRIG, que será la carta que use el jugador a modo de avatar durante las batallas.
Los mazos de los Selectors son especiales. La LRIG es una carta estándar en blanco y toma forma y personalidad a partir de los recuerdos de su Selector. Se podría decir que la LRIG forma parte del Selector. Además, a diferencia de lo que ocurría en Selector Infected WIXOSS, los Selectors pueden ser de cualquier edad o sexo —no solo chicas jóvenes—.

### Coin
Las LRIG materializan los recuerdos de sus Selectors en forma de cinco monedas o Coin durante 90 días. Cada Selector comienza a jugar con un número aleatorio de monedas —aunque nunca con las cinco—. Estas monedas no son permanentes, sino que pasado x tiempo —nunca se especifica cuanto— desaparecen. Para evitar que una moneda desaparezca o conseguir una moneda nueva, el Selector tiene que ganar una batalla. Además, con la orden «Coin Bet» el Selector puede apostar una moneda y activar un poder especial de la LRIG. Se podrán apostar todas las monedas que uno tenga, pero solo se recuperarán si se gana la batalla. Cuando el jugador consigue las cinco monedas el juego se termina y adquiere la capacidad de manipular su memoria, es decir, crear nuevos recuerdos, recuperar recuerdos perdidos o borrarlos.
Pero al igual que ocurrían en Selector Infected WIXOSS el juego tiene un lado negativo que los Selectors desconocen. Si al terminar el plazo no tiene todas las monedas perderán parte de su memoria. Dependiendo de cuantas monedas conserven perderán más o menos, por lo que si solo conservan una la perderá casi toda. Esto no ocurre de golpe sino que si un jugador se niega a luchar y deja que sus monedas caduquen verá como poco a poco va olvidándose de personas o momentos importantes en su vida. Es una manera de forzar al Selector a luchar.
Por otro lado, si un Selector pierde sus cinco monedas es «Borrado». Al principio los Selectors no entienden a que se refieren las LRIG con «borrar» hasta que lo ven con sus propios ojos. Si pierden todas sus monedas desaparecen, o sea, mueren, y la LRIG se apropia de su cuerpo. Puesto que las LRIG están formadas por los recuerdos de su Selector, conocen toda su vida pero tienen una personalidad completamente diferente. La mayoría de las LRIG no soportan vivir dentro de un cuerpo humano.

### Batallas
Las LRIG tiene la capacidad de detectar cuando hay otra LRIG cerca. Si dos Selectors se encuentran y quieren luchar, deben alzar sus LRIG y decir «Open» para abrir el campo de batalla. Ambos Selectors deben de estar de acuerdo, o de lo contrario no se abrirá el campo. Este es una especie de ciudad gris y los Selectors se colocan uno enfrente de otro sobre unos cubos flotantes del color de su mazo. Si uno se fija, se trata del mismo campo de Selector Infected Wixoss, pero destrozado tras la destrucción del juego. Una ruleta decide aleatoriamente quién empieza. Cuando el Selector ha terminado dice «Time End» y comienza el turno del oponente.
Por otro lado, las LRIG también pueden detectar cuando se ha abierto un campo de batalla en las proximidades. Un Selector se puede ver arrastrado a este campo de batalla pero solo como espectador. En teoría, el Selector espectador no puede intervenir en la batalla, pero Chinatsu lo hace durante la batalla entre Suzuko y Kou cuando le da a Suzuko su moneda. Además, los campos se abren siempre en lugares abandonados y sin gente, puesto que si una persona ajena al juego encuentra a dos Selectors en medio de una pelea, el campo desaparece y la batalla queda en tablas.

## Personajes

### Selectors
Suzuko Homura (穂村すず子)
Seiyū: Chinami Hashimoto
Suzuko es hija única y pertenece a una familia acomodada. Vive sola con su padre —nunca se explica que le ocurrió a su madre— al que no ve muy a menudo puesto que siempre está trabajando. Es una chica bastante insegura pero dulce y sociable. Físicamente tiene el pelo rojo y largo, recogido con dos lazos. Cuando era pequeña se hizo intima amiga de Chinatsu Morikawa, quien siempre la apoyó y protegió. Chi-chan —diminutivo cariñoso que Suzuko usa y Chinatsu no soportará— siempre fue su ejemplo a seguir y por esto cuando Suzuko regresa a la ciudad tras varios años fuera decide buscarla, aunque sin éxito.
Su padre le regalará un mazo rojo de WIXOSS para que use el juego como excusa y haga nuevas amigas. Su LRIG, Riru, será exactamente igual que un muñeco que tenía a juego con Chi-chan y comenzará a jugar con solo una moneda. Suzuko no desea controlar su memoria, sino que ella solo quiere sobrevivir al juego y evitar olvidarse de Chinatsu. Tras su encuentro con esta, intentará salvarla de sí misma y lograr que vuelvan a ser amigas.
Además, con ayuda de Hanna Mikage irá descubriendo las partes más oscuras del juego mientras se convierte en una gran Selector. En apariencia es uno de los jugadores más débiles, pero gracias su empeño por no olvidar demostrará que aunque no quiere luchar, es perfectamente capaz de hacerlo. En su última batalla contra Kou Satomi logrará conseguir su quinta moneda y salir airosa del juego.
Chinatsu Morikawa ( 森川千夏)
Seiyū: Yuka Iguchi
Chinatsu es hija única y vive en un pequeño apartamento con sus padres. Siempre ha sido la chica perfecta, saca buenas notas, es deportista y tiene un trabajo a tiempo parcial para ayudar a la economía de la casa. Físicamente tiene el pelo corto y negro. Cuando su padre vuelve a perder su trabajo se queda sin dinero para ir a la universidad y ve cómo todos sus sueños se rompen. Es incapaz de mantener las expectativas que tienen puestas en ella y decide que la culpa de todo la tiene Suzuko. Como Suzu la admiraba, Chinatsu se impuso a sí misma que debía ser perfecta y un buen ejemplo para su amiga.
Se comprará un mazo verde y su LRIG es Meru. Comenzará a trabajar para Kou Satomi, convenciendo a diferentes Selectors para que participen en su red de batallas a cambio de dinero o batallas fáciles de ganar. El juego le supondrá su propia autodestrucción, sumergiéndola en un pozo sin fondo de desesperación. Tras comprobar la crueldad de Kou ayudará a Suzuko a vencerlo en la última batalla, apostando su propia moneda.
Terminará el plazo con una sola moneda puesto que se niega a volver a luchar y deja que sus monedas caduquen. Irónicamente termina olvidándose de Suzu aunque vuelven a ser amigas. Lo último que vemos de ella es su reencuentro con Suzuko, dando a entender que retomarán la amistad aunque Chinatsu no sepa quien es ella ni todo lo que les une.
Hanna Mikage (御影はんな Mikage Hanna)
Seiyū: Yurika Kubo
Hanna es una experta en WIXOSS y la primera amiga que hace Suzuko gracias al juego. Es una chica introvertida y con una particular forma de hablar —muy lógica y parecida a la de un robot—. Físicamente tiene el pelo largo y castaño claro, con unos adornos triangulares en el pelo y gafas.Vive sola con su hermana mayor y hasta que conoció a Suzuko se pasaba todo el día encerrada en su habitación investigado y escribiendo sobre WIXOSS. Será Hanna quien le enseñe a jugar.
Su mazo es negro, y su LRIG se llama Nanashi. Hanna desea recuperar un recuerdo perdido y se valdrá de WIXOSS para ello. Cuando era una niña, su hermano pequeño murió estando bajo su cuidado, pero Hanna no es capaz de conseguir recordar que ocurrió. Gracias a Nanashi y su propia habilidad consigue las cinco monedas y descubrir la verdad: fue culpa suya que su hermano muriera. Esta información trastoca a Hanna y demuestra que hasta el deseo más noble puede no ser lo mejor para uno. Con la ayuda de Suzuko volverá a ser ella misma y conseguirá avanzar.
Shou Narumi (鳴海勝)
Seiyū: Kazuyuki Okitsu
Shou Narumi es un chico alto de pelo rubio. Su LRIG, Aya, pertenece a un mazo azul y tiene la apariencia de su hermana pequeña. Aya Narumi fue Selector antes que su hermano, y perdió todas sus monedas por lo que fue «borrada». Shou se siente culpable por no haberse dado cuenta de lo que le estaba pasando a su hermana, así que decide convertirse en Selector para averiguar que le ocurrió.
Tiene una predilección por las chicas de apariencia infantil, es incapaz de enfrentarse a ellas, sobre todo si lo llaman «Onii-chan» (Hermanito). Esto le supondrá su ruina y finalmente correrá el mismo destino que su hermana y será «borrado».
Shouhei Shirai (白井翔平)
Seiyū: Shinsuke Sugawara
Shouhei es un chico de pelo negro y buen corazón, compañero de preparatoria de Chinatsu. Cuando era más pequeño era un gran jugador de fútbol pero tras una lesión tuvo que dejarlo. Su objetivo al jugar a WIXOSS es borrar todos sus recuerdos sobre el fútbol puesto que le causan demasiado dolor. Su mazo será blanco y su LRIG se llama Donna.
Shouhei está enamorado de Chinatsu y por eso aceptará participar en la red de batallas de Kou Satomi, pero solo con la intención de convencer a Chinatsu de que se aleje de todo ese mundo. En su última batalla será incapaz de condenar a muerte a Rio Koshiba y perderá a propósito. Cuando Chinatsu llegue para intentar impedir la batalla ya será demasiado tarde y Shouhei habrá sido borrado. Este hecho será el que aleje definitivamente a Chinatsu de Kou.
Sou Sumida (墨田壮)
Seiyū: Junji Majima
Sou es un joven rastrero y cobarde.Su LRIG se llama Guzuko y pertenece a un mazo negro. Sou será uno de los Selectors que se favorezcan de la red de batallas de Kou Satomi al exigir que sus contrincantes sean siempre novatos inexpertos fáciles de ganar. Será el primer Selector contra el que se enfrente Suzuko. Poco después de esto será «borrado» tras perder contra Kou, quien disfruta especialmente viendo como los Selectors desaparecen y son sustituidos por las cartas.

Rio Koshiba (小柴莉緒)
Seiyū: Natsumi Hioka
Rio es una niña pequeña, la Selector más joven que aparece en el anime.Su mazo es verde y su LRIG se llama Mama debido a que Rio no tiene madre y su deseo es inventarse un pasado en el que si la tenga. Está a punto de ser «borrada» durante su batalla contra Shouhei pero al final se salva. Nunca se llega a saber que es de ella.

Kou Satomi (里見紅)
Seiyū: Yuichi Nakamura 
Kou es un hombre de pelo negro y carácter cruel que dirige una red de batallas para Selectors. Él es el antagonista del anime, y su objetivo es conseguir que el mayor número de Selectors pierdan sus monedas y sean poseídas por sus cartas. Además, se aprovecha de su situación para aumentar su poder. Todos os demás Selectors están relacionados gracias a él, pues o trabajan para él o forman parte de su red de batallas.
Su LRIG se llama Carnival y pertenece a un mazo rojo. Al final del anime se descubre que Kou fue una LRIG que ocupó el cuerpo de su Selector cuando este fue «borrado». Pero una LRIG es creada para luchar y se volvió loco al estar separado del mundo WIXOSS por lo que se hizo con una nueva LRIG. Por ello se preocupa por las cartas que poseen a sus Selectors e incluso en su última batalla contra Suzuko intenta convencer a Meru de que se vuelva en su contra. Finalmente será derrotado pero esto no supone el fin del juego, sino solo el fin de sus conspiraciones.
Kiyoi Mizushima (水嶋清衣)
Seiyū: Saori Onishi
Kiyoi es una chica de pelo negro y media melena, con una actitud enigmática. Su rasgo más importante es que ella fue una LRIG en las batallas de Selector Infected WIXOSS. Ella era Piruluk —mismo nombre que luego adoptara su LRIG— la LRIG azul de Akira Aoi. Al destruir Ruuko Kominato el anterior juego de WIXOSS Kiyoi regresa a su cuerpo humano. Ella vuelve a las batallas de los Selectors con el único fin de acabar para siempre con el juego. Debido a su experiencia como LRIG resulta ser una contrincante fuerte y una gran fuente de información para Suzuko y Hanna sobre como era antes WIXOSS.Es uno de los pocos Selectors que no se dejan engañar por Kou Satomi y la perspectiva de una secuela —Lostorage conflicted WIXOSS— abre las puertas a una posible continuación de su historia.

### LRIG
Riru (リル)
Seiyū:Shizuka Itou 
Es la LRIG de Suzuko Homura. Pertenece a un mazo rojo y se podría decir que es la sustituta de Chinatsu, debido a su parecido tanto físico como psicológico y a que fue creada a partir de los recuerdos sobre ella. Tiene el pelo corto y rojo, y su atuendo se parece al de un caballero con una lanza-espada. Es protectora con Suzu y quien le da ánimos y la ayuda a seguir adelante.
Su poder se llama «Honest» y obliga al contrario a decir la verdad o a actuar conforme a lo que realmente quieren. En su batalla final contra Carnival, usará la Coin Bet de Chinatsu para crear un nuevo poder, «Requiem» con el que vence a su oponente.
Meru (メル)
Seiyū: Hisako Kanemoto
Es la LRIG de Chinatsu Morikawa. Pertenece a un mazo verde y al igual que ocurre con Riru, es una sustituta de Suzuko creada a partir de los recuerdos sobre ella. Tiene el pelo verde y largo recogido en una coleta y tiene una actitud dulce y alegre. A veces se deja intimidar por Chinatsu y la hace enfadar al llamarla Chi-chan. Al principio Chinatsu tiene sentimientos contradictorios hacia ella puesto que le recuerda demasiado a Suzuko.
Su poder se llama «Berserk». Este, obliga al oponente a atacar y después, Meru aprovecha este ataque y lo devuelve el doble de fuerte. Suzuko encuentra su punto débil al ordenar a Riru que en vez de atacar a Meru ataque al campo, por lo que Meru no se puede aprovechar del ataque. Chinatsu dejará de usarlo por considerarlo un poder demasiado dañino.
Nanashi (ナナシ)
Seiyū: Shiori Izawa
Es la LRIG de Hanna Mikage. Pertenece a un mazo negro y tiene el pelo largo y blanco. Durante todo el anime mantiene un carácter apático hacia los deseos de Hanna y solo se preocupa por las batallas, pero cuando ella consigue sus cinco monedas demuestra como es en realidad, una sádica que disfruta al ver sufrir a Hanna al descubrir la verdad sobre su hermano.
Su poder, «Blind», llena de humo el campo del contrario por lo que este es incapaz de saber cual va a ser el próximo movimiento de Hanna. Suzuko será capaz de librarse de él al obligar a Hanna a decirle cual va a ser su siguiente movimiento.
Aya (あーや)
Seiyū: Yuri Yamaoka
Es la LRIG de Shou Narumi. Pertenece a un mazo azul y su apariencia es igual a la de la hermana de Shou, Aya Narumi. Es una niña pequeña de pelo corto y lila, que va disfrazada de mahou shoujo, con barita incluida. Pero lejos de su apariencia adorable, tiene una personalidad mezquina y mandona, exasperándose constantemente con Shou y su fetiche por las lolitas. Cuando pasa a poseer el cuerpo de Shou se convierte en uno de los secuaces de Kou Satomi.
Su poder es «Holograph» con el que puede multiplicarse para que el contrario no sepa cual es la real y a quien debe atacar. Meru consigue con su «Honest» que Shou le diga cual de todas es la real.
Donna (ドーナ)
Seiyū':Aya Suzaki
Es la LRIG de Shohei Shirai. Pertenece a un mazo blanco pero su ropa y pelo son de colores terrosos. Es alegre y optimista, y nunca le echa en cara a Shohei que se niegue a luchar. Cuando este pierde a propósito, Donna se siente realmente mal pues apreciaba mucho a Shohei.
Nunca se llega a ver cual su poder puesto que no aparece en la única batalla que se enseña en el anime.
Guzuko (グズ子)
Seiyū': Saori Gotō
Es la LRIG de Sou Sumida. Pertenece a un mazo negro y tiene el pelo rojo. Siempre tiene miedo de su Selector y le pide perdón constantemente por perder cuando realmente no es culpa suya. Cuando se queda con el cuerpo de Sou pasa a estar bajo las órdenes de Kou Satomi, del que también tendrá miedo.
Su poder es «Direct» y convierte el daño de un ataque en dolor, tanto para la LRIG como para la Selector.
Mama (ママ)
Seiyū': Sayumi Watabe
Es la LRIG de Río Koshiba. Pertenece a un mazo verde y tiene el aspecto de una adulta joven, con el pelo rosa y un traje verde que recuerda a un hada. Tiene una actitud maternal hacia Rio, riñéndola y aconsejándola sobre lo que debe hacer. Aunque se llama Mama, Rio a veces la llama Onee-san (hermana mayor). Siempre es dulce y amable.
Su poder, «Cunning», planta bombas entre sus cartas por lo que cuando el oponente las ataca estas bombas estallan y las protegen.
Yukime (ゆきめ)
Seiyū':Hitomi Nabatame
Es la LRIG de Kagari Yukino, una chica de pelo muy corto y rojo. Yukime pertenece a un mazo rojo y lleva un kimono típico japonés, con el pelo largo y negro. Su Selector es borrada y ella ocupa su lugar pero es incapaz de seguir una vida como humana y se suicida.
Con su poder, «Predict», podía ver dos cartas de su oponente.
Carnival (カーニバル)
Seiyū': Kana Asumi
Es la LRIG de Kou Satomi. Pertenece a un mazo rojo y viste una ropa de arlequín roja, negra y blanca, con una máscara que impide ver su rostro. Su personalidad se parece mucho a la de su Selector, es cruel y está enloquecida. Tiene una habilidad especial, poder esconder su presencia y no ser detectada por otras LRIGs, con la cual conseguirá hacerle creer a todo el mundo que Kou no es un Selector.
Su poder es «Jocker» y con él puede imitar cualquier otro poder que halla visto alguna vez, por lo que incluye todos los nombrados en esta página —salvo «Requiem»—.
Piruluk (ピルルク)
Seiyū':Minami Shinoda
Es la LRIG de Kiyoi Mizushima. Pertenece a un mazo azul y su aspecto se parece a Amika Hashimoto, la última Selector que tuvo a Kiyoi cuando ella misma era una LRIG. Tiene el pelo azul, y la ropa del mismo color, con una corona en la cabeza.
Su poder, «Peeping», es exactamente el mismo poder que tenía Kiyoi como carta. Este consiste en poder ver los pensamientos y deseos de la Selector, además de poder descartar todas las cartas de un mismo nivel del oponente.